# Зеак, Оливер
Оливер Зеак (нем. Oliver Seack; 28 июля 1962, Гамбург) — немецкий гребец-байдарочник, выступал за сборную ФРГ в первой половине 1980-х годов. Участник летних Олимпийских игр в Лос-Анджелесе, серебряный и бронзовый призёр чемпионатов мира, победитель многих регат национального и международного значения.

## Биография
Оливер Зеак родился 28 июля 1962 года в Гамбурге. Активно заниматься греблей начал в раннем детстве, проходил подготовку в местном одноимённом спортивном клубе «Гамбург» вместе с братом-близнецом Маттиасом.
Первого серьёзного успеха на взрослом международном уровне добился в 1982 году, когда попал в основной состав национальной сборной ФРГ и съездил на мировое первенство в английский Ноттингем, где стал бронзовым призёром в зачёте четырёхместных байдарок на дистанции 1000 метров. Год спустя побывал на чемпионате мира в югославском Белграде, откуда привёз две награды бронзового достоинства, выигранные в двойках на пятистах метрах и в четвёрках на тысяче метрах.
Благодаря череде удачных выступлений удостоился права защищать честь страны на летних Олимпийских играх 1984 года в Лос-Анджелесе — в паре с братом Маттиасом стартовал в двойках на дистанциях 500 и 1000 метров. В первом случае показал в финале седьмой результат, во втором — финишировал в решающем заезде пятым, немного не дотянув до призовых позиций.
После Олимпиады Зеак остался в основном составе гребной команды Западной Германии и продолжил принимать участие в крупнейших международных регатах. Так, в 1985 году он выступил на чемпионате мира в бельгийском Мехелене, где завоевал серебряную медаль в одиночках на пятистах метрах — лучше финишировал только восточногерманский гребец Андреас Штеле. Вскоре по окончании этих соревнований принял решение завершить карьеру профессионального спортсмена, уступив место в сборной молодым немецким гребцам.